# 中华人民共和国国家地质公园列表
中华人民共和国国家地质公园是中华人民共和国的国家地质公园。中华人民共和国国土资源部（现为中华人民共和国自然资源部）自2009年开始对国家地质公园实行资格授予和批准命名分开审核的申报审批方式。迄今为止，全国共有184处批准建立（命名）的国家地质公园（包括一处公告设立于香港特别行政区的国家级地质公园）；全国另有57处获得国家地质公园资格的单位（标“*”者）。

## 华北地区

### 北京
- 石花洞国家地质公园
- 延庆硅化木国家地质公园
- 十渡国家地质公园
- 密云云蒙山国家地质公园
- 平谷黄松峪国家地质公园

### 天津
- 蓟州区国家地质公园

### 河北
- 涞源白石山国家地质公园
- 阜平天生桥国家地质公园
- 秦皇岛柳江国家地质公园
- 赞皇嶂石岩国家地质公园
- 涞水野三坡国家地质公园
- 临城国家地质公园
- 武安国家地质公园
- 兴隆国家地质公园
- 迁安国家地质公园
- 承德丹霞地貌地质公园 *
- 邢台峡谷群地质公园 *

### 山西
- 黄河壶口瀑布国家地质公园（陕西）
- 五台山国家地质公园
- 壶关峡谷国家地质公园
- 宁武冰洞国家地质公园
- 陵川王莽岭国家地质公园
- 大同火山群国家地质公园
- 平顺天脊山地质公园 *
- 永和黄河蛇曲国家地质公园
- 榆社古生物化石地质公园 *

### 内蒙古
- 克什克腾国家地质公园
- 阿尔山国家地质公园
- 阿拉善沙漠国家地质公园
- 二连浩特国家地质公园
- 宁城国家地质公园
- 巴彦淖尔国家地质公园
- 鄂尔多斯地质公园 *
- 清水河老牛湾地质公园 *
- 四子王地质公园 *

## 东北地区

### 辽宁
- 朝阳鸟化石国家地质公园
- 大连滨海国家地质公园
- 本溪国家地质公园
- 大连冰峪沟国家地质公园
- 锦州古生物化石和花岗岩地质公园 *
- 葫芦岛龙潭大峡谷地质公园 *

### 吉林
- 靖宇火山矿泉群国家地质公园
- 长白山火山国家地质公园
- 乾安泥林国家地质公园
- 抚松地质公园 *
- 四平地质公园 *

### 黑龙江
- 五大连池火山地貌国家地质公园
- 嘉荫恐龙国家地质公园
- 伊春花岗岩石林国家地质公园
- 镜泊湖国家地质公园
- 兴凯湖国家地质公园
- 伊春小兴安岭国家地质公园
- 凤凰山地质公园 *
- 山口地质公园 *

## 华东地区

### 上海
- 崇明岛国家地质公园

### 江苏
- 苏州太湖西山国家地质公园
- 六合国家地质公园
- 江宁汤山方山国家地质公园
- 连云港花果山地质公园 *

### 浙江
- 常山国家地质公园
- 临海国家地质公园
- 雁荡山国家地质公园
- 新昌硅化木国家地质公园

### 安徽
- 黄山国家地质公园
- 齐云山国家地质公园
- 浮山国家地质公园
- 淮南八公山国家地质公园
- 祁门牯牛降国家地质公园
- 天柱山国家地质公园
- 大别山（六安）国家地质公园
- 池州九华山国家地质公园
- 凤阳山国家地质公园
- 广德太极洞地质公园 *
- 丫山地质公园 *
- 灵璧磬云山地质公园 *
- 繁昌马仁山地质公园 *

### 福建
- 漳州滨海火山地貌国家地质公园
- 大金湖国家地质公园
- 晋江深沪湾国家地质公园
- 福鼎太姥山国家地质公园
- 宁化天鹅洞群国家地质公园
- 德化石牛山国家地质公园
- 屏南白水洋国家地质公园
- 永安国家地质公园
- 连城冠豸山国家地质公园
- 白云山国家地质公园
- 平和灵通山地质公园 *
- 政和佛子山地质公园 *
- 清流温泉地质公园 *
- 三明郊野地质公园 *

### 江西
- 庐山第四纪冰川国家地质公园
- 龙虎山丹霞地貌国家地质公园
- 三清山国家地质公园
- 武功山国家地质公园
- 石城地质公园 *

### 山东
- 山东山旺国家地质公园
- 枣庄熊耳山国家地质公园（现称“山东枣庄熊耳山－抱犊崮国家地质公园”）
- 东营黄河三角洲国家地质公园
- 泰山国家地质公园
- 沂蒙山国家地质公园
- 长山列岛国家地质公园
- 诸城恐龙国家地质公园
- 青州国家地质公园
- 莱阳白垩纪地质公园 *
- 沂源鲁山地质公园 *
- 昌乐火山地质公园 *

## 华南地区

### 广东
- 丹霞山国家地质公园
- 湛江湖光岩国家地质公园
- 佛山西樵山国家地质公园
- 阳春凌宵岩国家地质公园
- 深圳大鹏半岛国家地质公园
- 封开国家地质公园
- 广东恩平地热国家地质公园
- 阳山国家地质公园

### 广西
- 资源国家地质公园
- 百色乐业大石围天坑群国家地质公园
- 北海涠洲岛火山国家地质公园
- 凤山岩溶国家地质公园
- 鹿寨香桥岩溶国家地质公园
- 大化七百弄国家地质公园
- 桂平国家地质公园
- 宜州水上石林地质公园 *
- 浦北五皇山地质公园 *
- 都安地下河地质公园 *
- 罗城地质公园 *

### 海南
- 海口石山火山群国家地质公园

## 中南地区

### 河南
- 嵩山地层构造国家地质公园
- 焦作云台山国家地质公园
- 内乡宝天曼国家地质公园
- 王屋山国家地质公园
- 西峡伏牛山国家地质公园
- 嵖岈山国家地质公园
- 郑州黄河国家地质公园
- 关山国家地质公园
- 洛宁神灵寨国家地质公园
- 洛阳黛眉山国家地质公园
- 信阳金岗台国家地质公园
- 小秦岭国家地质公园
- 红旗渠－林虑山国家地质公园
- 汝阳恐龙地质公园 *
- 尧山地质公园 *

### 湖北
- 长江三峡国家地质公园（重庆）
- 神农架国家地质公园
- 武汉木兰山国家地质公园
- 郧县恐龙蛋化石群国家地质公园
- 武当山国家地质公园
- 大别山（黄冈）国家地质公园
- 五峰地质公园 *
- 咸宁九宫山－温泉地质公园 *
- 施腾龙洞大峡谷地质公园 *
- 长阳清江地质公园 *

### 湖南
- 张家界砂岩峰林国家地质公园
- 郴州飞天山国家地质公园
- 崀山国家地质公园
- 凤凰国家地质公园
- 红石林国家地质公园
- 酒埠江国家地质公园
- 乌龙山国家地质公园
- 湄江国家地质公园
- 平江石牛寨地质公园 *
- 浏阳大围山地质公园 *
- 通道万佛山地质公园 *
- 安化雪峰湖地质公园 *

## 西南地区

### 重庆
- 长江三峡国家地质公园（湖北）
- 武隆岩溶国家地质公园
- 黔江小南海国家地质公园
- 云阳龙缸国家地质公园
- 万盛国家地质公园
- 綦江国家地质公园
- 酉阳地质公园 *

### 四川
- 自贡恐龙古生物国家地质公园
- 龙门山构造地质国家地质公园
- 海螺沟国家地质公园
- 大渡河峡谷国家地质公园
- 安县生物礁国家地质公园
- 九寨沟国家地质公园
- 黄龙国家地质公园
- 兴文石海国家地质公园
- 射洪硅化木国家地质公园
- 四姑娘山国家地质公园
- 华蓥山国家地质公园
- 江油国家地质公园
- 大巴山国家地质公园
- 光雾山－诺水河国家地质公园
- 青川地震遗迹地质公园 *
- 绵竹清平－汉旺地质公园 *

### 贵州
- 关岭化石群国家地质公园
- 兴义国家地质公园
- 织金洞国家地质公园
- 绥阳双河洞国家地质公园
- 六盘水乌蒙山国家地质公园
- 平塘国家地质公园
- 黔东南苗岭国家地质公园
- 思南乌江喀斯特国家地质公园
- 赤水丹霞国家地质公园

### 云南
- 石林岩溶峰林国家地质公园
- 澄江动物群古生物国家地质公园
- 云南腾冲火山地热国家地质公园
- 禄丰恐龙国家地质公园
- 玉龙黎明－老君山国家地质公园
- 大理苍山国家地质公园
- 丽江玉龙雪山冰川国家地质公园
- 九乡峡谷洞穴国家地质公园
- 罗平生物群地质公园 *
- 泸西阿庐地质公园 *

### 西藏
- 易贡国家地质公园
- 札达土林国家地质公园
- 羊八井国家地质公园 *

## 西北地区

### 陕西
- 翠华山山崩地质灾害国家地质公园
- 黄河壶口瀑布国家地质公园（山西）
- 洛川黄土国家地质公园
- 延川黄河蛇曲国家地质公园
- 商南金丝峡国家地质公园
- 岚皋南宫山国家地质公园
- 柞水溶洞地质公园 *
- 耀州照金丹霞地质公园 *

### 甘肃
- 敦煌雅丹国家地质公园
- 刘家峡恐龙国家地质公园
- 平凉崆峒山国家地质公园
- 景泰黄河石林国家地质公园
- 和政古生物化石国家地质公园
- 天水麦积山国家地质公园
- 甘肃张掖国家地质公园 *
- 炳灵丹霞地质公园 *
- 宕昌官鹅沟地质公园 *
- 临潭冶力关地质公园 *

### 青海
- 尖扎坎布拉国家地质公园
- 久治年保玉则国家地质公园
- 格尔木昆仑山国家地质公园
- 互助嘉定国家地质公园
- 贵德国家地质公园
- 青海湖地质公园 *
- 玛沁阿尼玛卿山地质公园 *

### 宁夏
- 西吉火石寨国家地质公园
- 灵武国家地质公园 *

### 新疆
- 布尔津喀纳斯湖国家地质公园
- 新疆奇台硅化木-恐龙国家地质公园
- 富蕴可可托海国家地质公园
- 天山天池国家地质公园
- 库车大峡谷国家地质公园
- 吐鲁番火焰山地质公园 *
- 温宿盐丘地质公园 *

## 港澳地区

### 香港
- 香港聯合國教科文組織世界地質公園